# Équipe cycliste Bottecchia
 (décembre 2024).
L'équipe cycliste Bottecchia est une équipe cycliste italienne sur route, ayant pour sponsor le fabricant de cycles Bottecchia, créé par l'ancien champion Ottavio Bottecchia. 
Après avoir sponsorisée trois coureurs individuels en 1948, elle existe comme équipe cycliste à part entière entre 1949 et 1957.

## Principaux résultats

### Courses d'un jour
- Tour du Latium : 1949 (Annibale Brasola)
- Tour des Dolomites : 1949 (Giacomo Zampieri)
- Coppa Placci : 1950 (Giacomo Zampieri)
- Milan-San Remo : 1951 (Louison Bobet)
- Tour de Lombardie : 1951 (Louison Bobet)

### Courses par étapes
- Tour de Suisse : 1952 et 1954 (Pasquale Fornara)
- Tour de Sicile : 1956 (Pierre Polo)

### Bilan sur les grands tours
- Tour d'Italie
  - 7 participations (1949, 1950, 1951, 1952, 1953, 1954, 1957)
  - 10 victoires d'étapes :
    - 1 en 1949 : Mario Fazio
    - 1 en 1950 : Mario Fazio
    - 1 en 1951 : Louison Bobet
    - 3 en 1952 : Oreste Conte, Annibale Brasola, Pasquale Fornara
    - 2 en 1953 : Pasquale Fornara, Oreste Conte
    - 1 en 1954 : Pietro Giudici
    - 1 en 1957 : Vito Favero

  - 0 victoire finale
  - 2 classements annexes :
    - Grand Prix de la montagne : 1951 (Louison Bobet) et 1953 (Pasquale Fornara)